# Стандартный марокканский берберский язык
Стандартный марокканский берберский язык (тамазигхт) — текущий проект по созданию стандартизированного национального марокканского варианта берберского языка. Он был создан в соответствии со статьей 5 поправок 2011 года к Конституции Марокко.
Стандартный берберский язык был создан путем объединения трех основных марокканских берберских языков (шильхских или ташельхит, тамазигхтских и рифского языка), с акцентом на языке шильха. Создание этого стандарта сделало все берберские языки Марокко «нестандартными»; никто не говорит на стандартном языке амазигов, и его нужно изучать в некоторых школах. В то же время был создан новый алфавит, основанный на нео-тифинагской адаптации Берберской академии традиционного тифинагского письма туарегов (дополненного буквами для гласных и дополнительными буквами для согласных), но с поправкой на удобочитаемость.